# Sinfonia n.º 4 (Bruckner)
A sinfonia n.º 4 em mi bemol maior, também conhecida como Romântica, é uma sinfonia de Anton Bruckner. É um dos trabalhos mais populares do autor. Foi escrita em 1874 e revista várias vezes até 1888. Foi dedicada ao príncipe Konstantin de Hohenlohe-Schillingsfürst. Foi estreada em 1881 por Hans Richter em Viena, com grande sucesso.
O título Romântica foi usado pelo próprio compositor: no entanto não se refere à moderna concepção de amor romântico mas sim a romance medieval tal como nas óperas Siegfried e Lohengrin de Richard Wagner.

## Descrição
A sinfonia é composta por quatro movimentos e a sua execução dura um pouco mais de uma hora.
- Bewegt, nicht zu schnell
- Andante quasi allegretto
- Scherzo. Bewegt. Trio. Nicht zu schnell, keinesfalls schleppend
- Finale. Bewegt, doch nicht zu schnell